# アキギリ
アキギリ（秋桐、学名： Salvia glabrescens (Franch. et Sav.) Makino）は、シソ科アキギリ属に分類される多年草の1種。

## 特徴
茎の高さは20-50 cm。葉は対生し、葉柄は長く、三角状ほこ形でキバナアキギリの葉の形に似る。茎と花序には腺毛がない。花冠は紅紫色で、内面に広く毛があり、その毛の先が著しく尖って表面がざらつく。花期は8-10月。

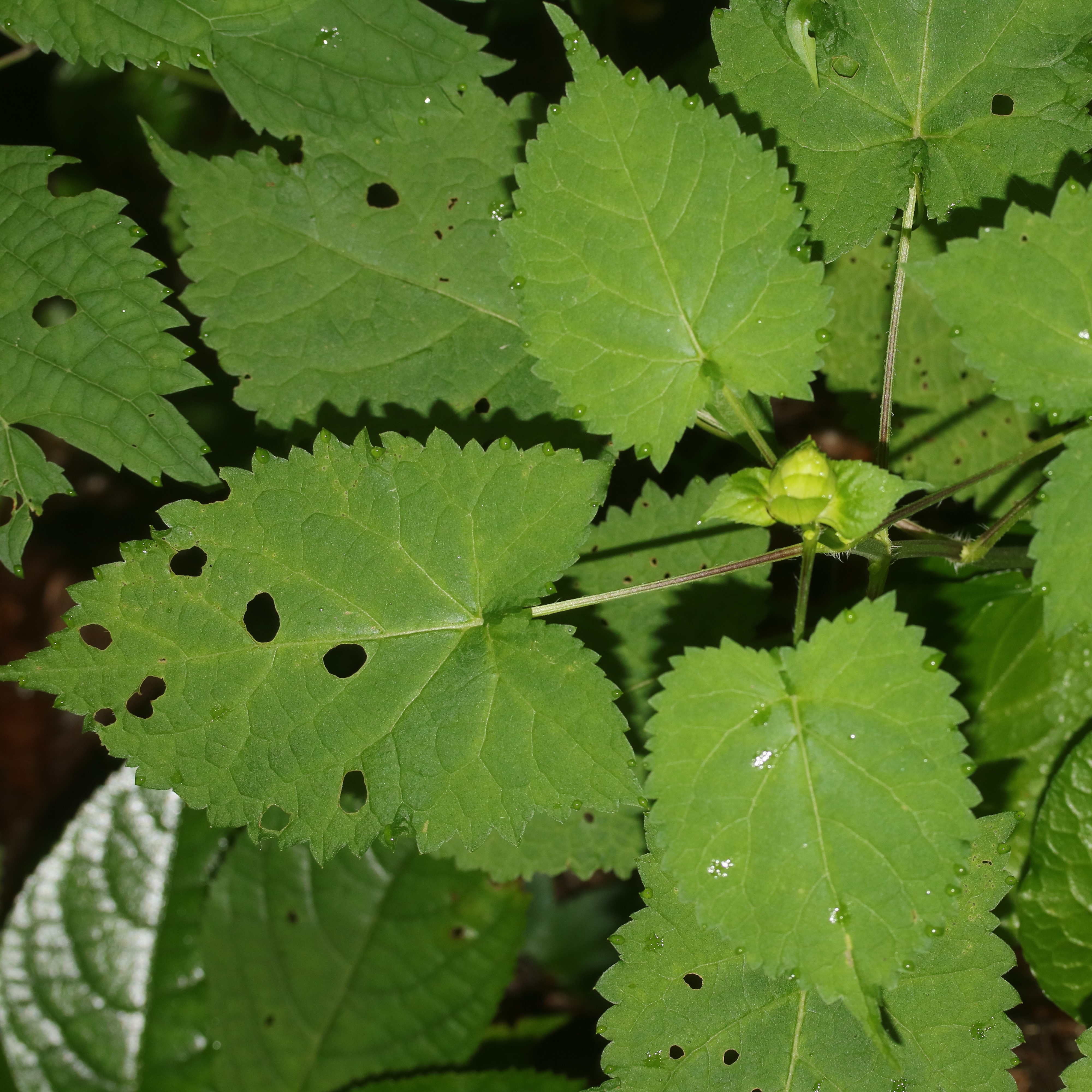
葉は対生し、三角状ほこ形
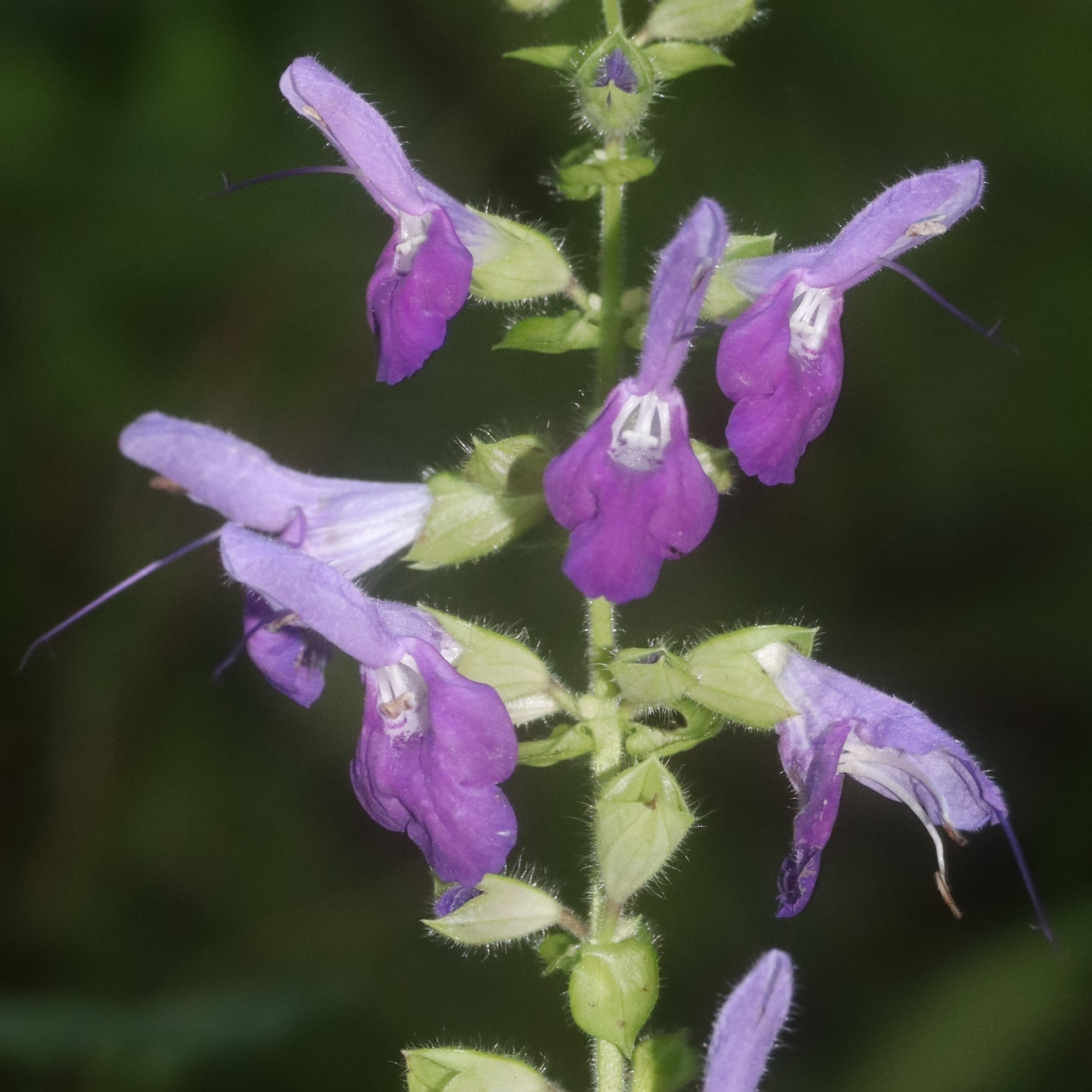
花冠の内面に広く毛があり、その毛の先が著しく尖って表面がざらつく

## 分布と生育環境

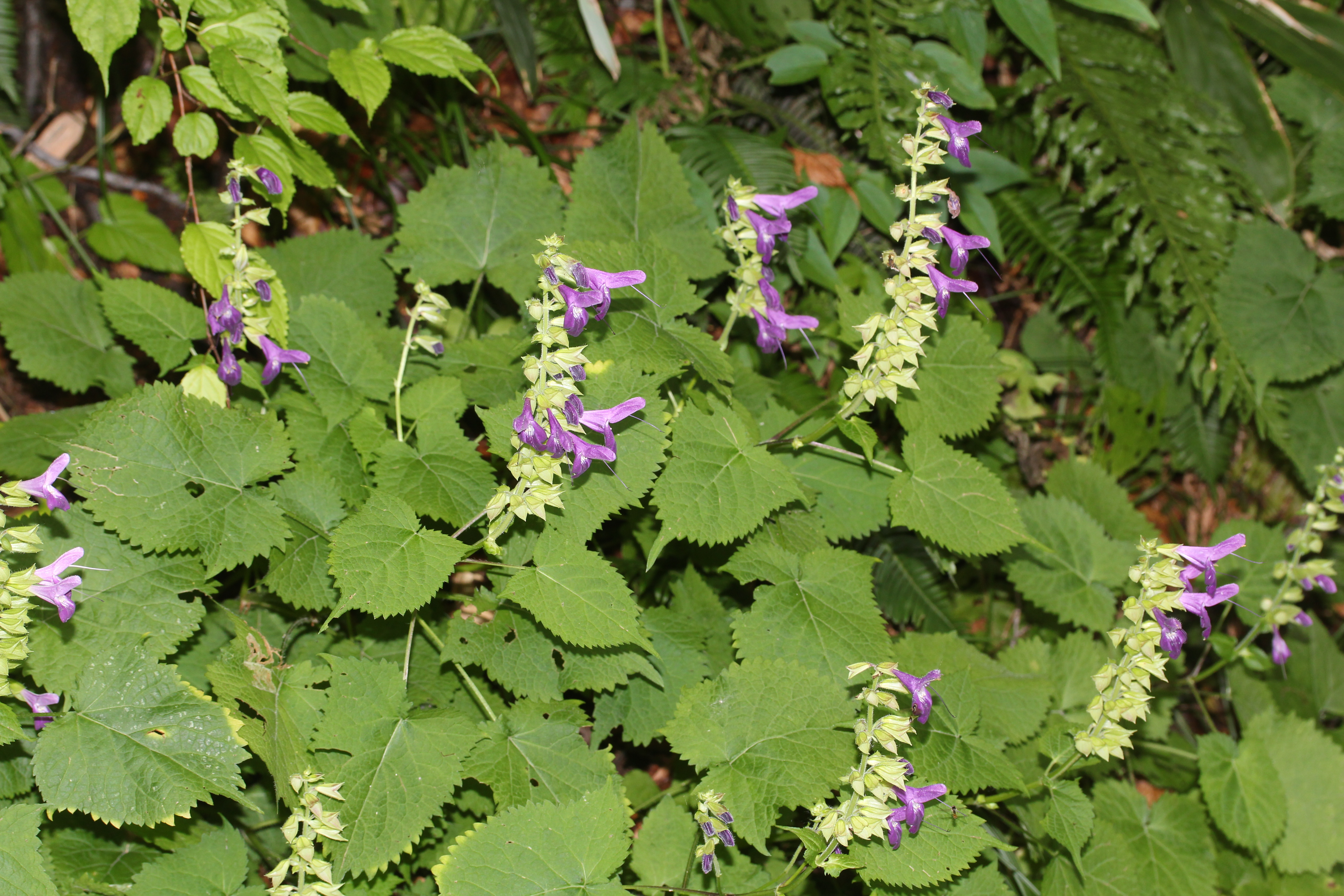
山地の木陰に生育するアキギリ

日本の固有種、本州（中部地方から近畿地方にかけて）に分布する。
山地の木陰に生育する。